# Arandon
Arandon ist eine Ortschaft und eine Commune déléguée in der französischen Gemeinde Arandon-Passins mit 687 Einwohnern (Stand: 1. Januar 2022) im Département Isère in der Region Auvergne-Rhône-Alpes. Die Einwohner werden Arandonnais genannt.

## Geografie
Arandon liegt etwa 47 Kilometer östlich von Lyon an der Rhône. Nachbarorte sind Creys-Mépieu im Norden, Saint-Victor-de-Morestel im Osten, Passins im Süden sowie Courtenay im Westen.
Durch das Gebiet führt die frühere Route nationale 75 (heutige D1075).

## Geschichte

### Internierungslager Arandon
Zur Entlastung der in Grenoble im Palais de la Houille Blanche untergebrachten spanischen Bürgerkriegsflüchtlinge wurden im Juli 1939 etwa 1.000 Personen (darunter 811 Kinder) von dort nach Arandon umquartiert. Ihre Unterbringung erfolgte auf einem teilweise stillgelegten Fabrikgelände, 2 km von Arandon entfernt und in der Nähe von Morestel. Sie mussten in Hallen leben, die früher für den Bau von Eisenbahnwaggons genutzt wurden, und ein Teil des Geländes beherbergt ein Sägewerk, das 1939 noch in Betrieb war.
Das bewachte Lager, das vollständig von einer zwei Meter hohen Doppelreihe aus Stacheldraht umschlossen war, wurde anfangs von einem Zivilisten geleitet, nach dem September 1939 dann für kurze Zeit von dem früheren Eigentümer der Fabrik.

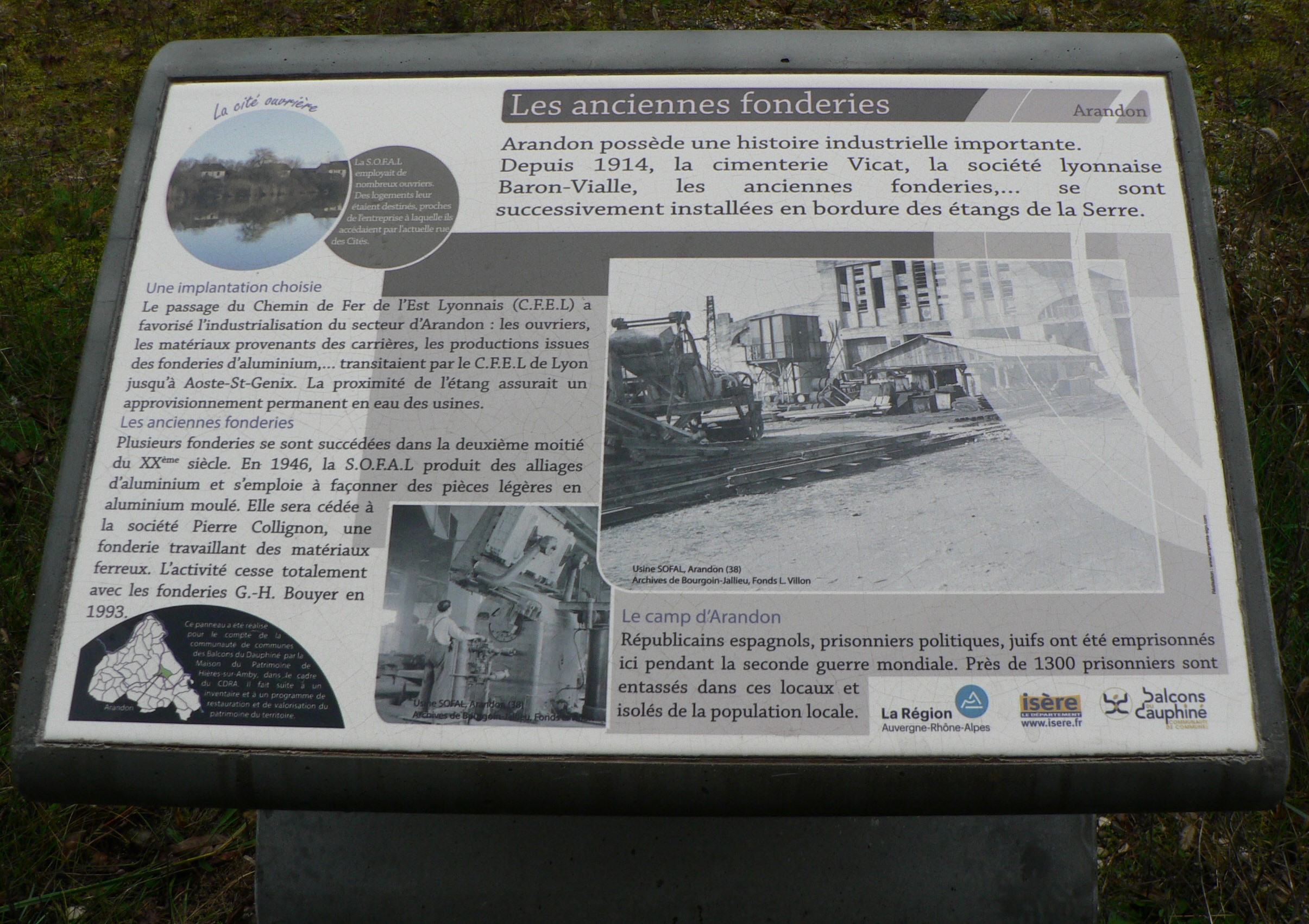
Hinweis auf die Internierungen im Zusammenhang mit der lokalen Industrie. Die Platzierung des Textes legt nahe, dass das Bild darüber die Waggonfabrik zeigt.

Im Oktober 1939 veränderte sich die Situation des Lagers. Die französischen Behörden versuchten nun verstärkt, die Spanier zur Rückkehr in ihre Heimat zu bewegen oder boten den Männern an, sich Compagnies de Trabvailleurs Étrangers (CTE, Fremdarbeiterkompagnien) anzuschließen. Parallel dazu wurde das Lager unter die Aufsicht des Kriegsministeriums gestellt. Die Leitung übernahm nun ein französischer Offizier, und die Überwachung der Internierten erfolgte fortan durch bewaffnete Soldaten. Es habe eine sehr strenge Kontrolle über die Internierten geherrscht. Statt der Spanier wurden hier nun feindliche Ausländer, Deutsche und Österreicher, untergebracht.
Mit zu den Ersten, die hier interniert wurden, gehörten der Maler Rolf Hirschland (Hamburg 1907 – Mantes la Jolie 1972) und der österreichische Dichter, Romanautor und Tagebuchschreiber David Vogel. Die Eindrücke nach seiner Ankunft schilderte er so:

„Entlang der Wände waren übereinander gestapelte, zwei Meter breite Holzbetten aufgebaut. Eine weitere Reihe war in der Mitte des Raumes eingerichtet. Der Abstand zwischen der untersten und der obersten Liege betrug etwa 80 cm. [...] Überall lag verrottendes Stroh, vermischt mit allerlei zerbrochenen Utensilien und anderem Schutt. [...] Obwohl der Raum etwa zwölf Meter hoch war, stank es und der Staub packte einem an der Kehle.“

Vogel gehörte zu den fünf Ersten feindlichen Ausländern; bis Mitte Oktober wuchs ihre Zahl aber bereits auf 380 Internierte an. Im März 1940 waren noch 90 Personen interniert.
Ein weiterer Internierter aus Deutschland war der Saarbrücker Historiker und Rabbiner Hugo Steinthal (1893–1961). Er flüchtete 1935 nach Frankreich und wurde im Februar 1940 als feindlicher Ausländer im Lager Arandon interniert. Wann und unter welchen Bedingungen er aus dem Lager frei kam, ist nicht bekannt. Er lebte jedenfalls noch bis 1953 in Frankreich und kehrte danach nach Saarbrücken zurück, wo er dann als Bibliothekar im saarländischen Arbeitsministerium arbeitete.
Am 17. Oktober 1939 wurde neben den feindlichen Ausländern in Arandon auch Juden aus den Departements Drôme und Isère, die zuvor im Internierungslager Chambaran untergebracht waren, nach Arandon verlegt.
Im Winter 1939/40 sollen sich einige der Internierten freiwillig zur Fremdenlegion gemeldet haben, und am 11. März 1940 wurde das Lager Arandon endgültig geschlossen. Diejenigen, die nicht zum Arbeitsdienst herangezogen werden konnten, 90 Personen, wurden in das Internierungslager Loriol überführt, eine nicht näher bezifferte Gruppe arbeitsfähiger Menschen nach Chambaran in eine CTE (Fremdarbeiterkompagnie).
Als Außenstellen von Arandon fungierten in Grenoble bis November 1939 das Hôpital de la Tronche und ab November 1939 das Hôpital de Tullins.

### Die neue Gemeinde Arandon-Passins
Mit Wirkung vom 1. Januar 2017 wurden die ehemaligen Gemeinden Arandon und Passins zur Commune nouvelle Arandon-Passins zusammengelegt. Die Gemeinde Arandon war Teil des Arrondissements La Tour-du-Pin und des Kantons Morestel.

## Bevölkerungsentwicklung
| 1962                       | 1968 | 1975 | 1982 | 1990 | 1999 | 2006 | 2012 |
| -------------------------- | ---- | ---- | ---- | ---- | ---- | ---- | ---- |
| 422                        | 388  | 426  | 391  | 398  | 405  | 529  | 589  |
| Quellen: Cassini und INSEE |      |      |      |      |      |      |      |

## Sehenswürdigkeiten
- Kirche Saint-Cyprien aus dem 18./19. Jahrhundert

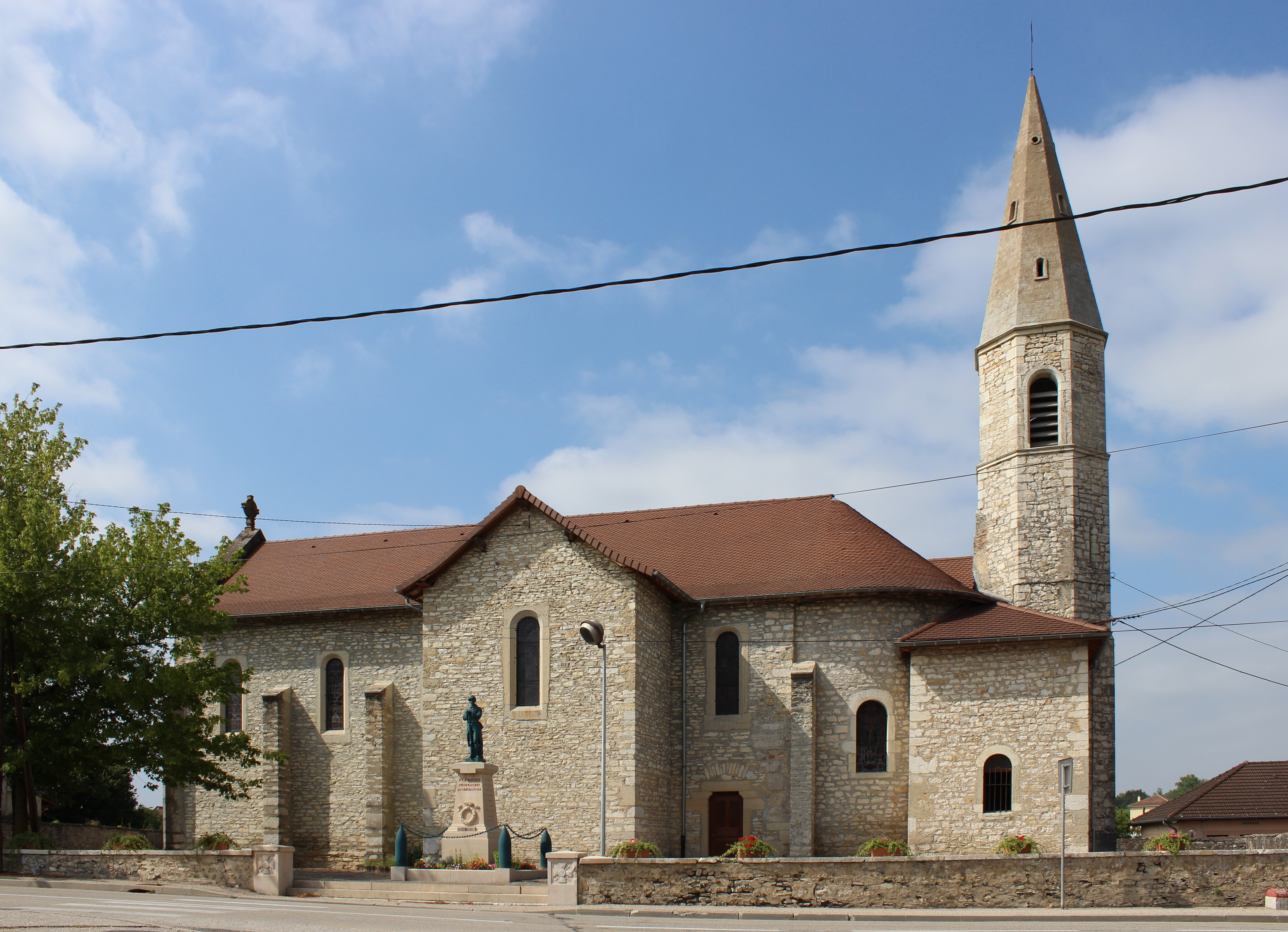
Kirche Saint-Cyprien

- Alte Priorei